# 12833 Каменний Уєзд
12833 Каменний Уєзд (12833 Kamenny Ujezd) — астероїд головного поясу, відкритий 2 лютого 1997 року.
Тіссеранів параметр щодо Юпітера — 3,703.
Названо на честь чеського села Каменний Уєзд (Kamenny Ujezd), що розташоване за 9 км на південь від Чеське Будейовіце. Уперше згадується 1263 року. Розташоване на старій дорозі, що сполучає південну Чехію з Австрією.